# Parenostre (pel·lícula)
Parenostre és una pel·lícula catalana de drama polític i biogràfic de 2025, dirigida per Manuel Huerga i escrita per Toni Soler sobre la base d'una història que va coescriure amb Albert Val i Marcel Barrena. És protagonitzada per Josep Maria Pou. Es va estrenar als cinemes el 16 d'abril de 2025, amb distribució de Filmax.

## Trama
La pel·lícula conta la història de Jordi Pujol (Josep Maria Pou), un polític admirat pel poble i per la seva família, el llegat de la qual queda destruït després del destapi d'un cas de corrupció.

## Repartiment
- Josep Maria Pou com a Jordi Pujol
  - Marc Rius com el Jordi Pujol jove
- Carme Sansa com Marta Ferrusola
  - Martina Roura com la Marta Ferrusola jove
- Pere Arquillué com a Jordi Pujol Ferrusola
- Eduardo Lloveras com a Oriol Pujol
- Xavier Ricart com a Josep Pujol Ferrusola
- David Selvas com Artur Mas
- Sílvia Abril com a Victoria Álvarez
- Antonio Dechent com a José Manuel Villarejo
- Alberto Sant Joan com a Joan Carles I
- Lluís Soler com a mossèn Ballarín

## Producció
El novembre de 2023, es va anunciar que el rodatge de la pel·lícula Parenostre, sobre Jordi Pujol, havia conclòs sota la direcció de Manuel Huerga. Josep Maria Pou va ser confirmat com l'actor que protagonitzaria la pel·lícula interpretant Pujol, mentre que Carme Sansa interpretaria a la seva esposa Marta Ferrusola. El rodatge de la pel·lícula va tenir lloc al llarg de quatre setmanes enterament en els platons de Mediapro localitzats en el districte 22@ a Barcelona, convertint-se així en la primera pel·lícula europea rodada completament amb producció virtual.

## Estrena i màrqueting
El 24 de març de 2025, Filmax va llançar el tràiler final de Parenostre i va programar la seva estrena als cinemes per al 16 d'abril de 2025.